# Lothar Mackert
Lothar Mackert ist ein ehemaliger deutscher Basketballspieler.

## Werdegang
Mackert stand erstmals in der Saison 1975/76 im Aufgebot des 1. FC Bamberg und wurde in der Basketball-Bundesliga eingesetzt. Nach einem zwischenzeitlichen Wechsel kam er 1978 vom TV 1860 Bamberg zum FC zurück. Er stieg mit der Mannschaft 1979 in die 2. Basketball-Bundesliga ab. In der Zweitligasaison 1979/80 war er mit 150 Punkten fünftbester Korbschütze der Mannschaft, die Tabellenzweiter der 2. Bundesliga Süd wurde. 1982 gelang ihm mit Bamberg die Bundesliga-Rückkehr. Dort wurde in der Saison 1982/83 – Mackerts letzter beim FC – jedoch der Klassenerhalt verpasst.